# Trois-Monts
Trois-Monts là một xã ở tỉnh Calvados, thuộc vùng Normandie ở tây bắc nước Pháp.

## Dân số
| Năm | 1962 | 1968 | 1975 | 1982 | 1990 | 1999 |
| --- | ---- | ---- | ---- | ---- | ---- | ---- |
| Dân số | 167  | 180  | 199  | 278  | 314  | 338  |
| From the year 1962 on: No double counting—residents of multiple communes (e.g. students and military personnel) are counted only once. |      |      |      |      |      |      |

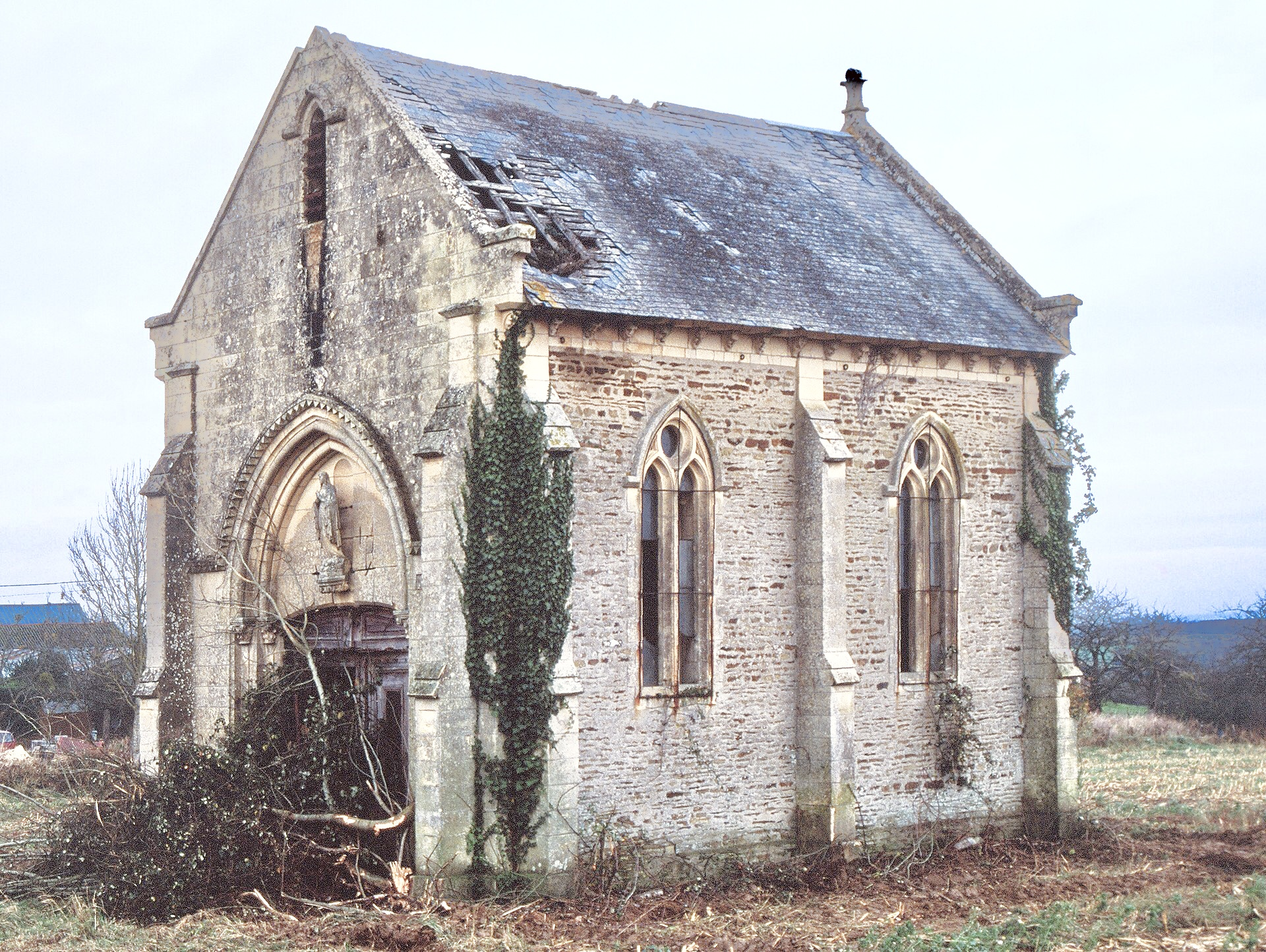
Chapelle de la Vierge

Chapelle de la Vierge, construite en 1874 au "Grand mesnil". La statue de la Vierge se trouve au dessus de la porte. Depuis le décès des propriétaires, cette chapelle restée en indivision se dégrade progressivement.

## Sources
- Le Patrimoine des communes du Calvados Editions FLOHIC Mars 2001